# Hippohyus
A Hippohyus az emlősök (Mammalia) osztályának párosujjú patások (Artiodactyla) rendjébe, ezen belül a disznófélék (Suidae) családjába és a Suinae alcsaládjába tartozó fosszilis nem.
A nemzetségének a típusneme.

## Előfordulása
Ebből a nemből eddig csak egy fajt, a Hippohyus sivalensist fedezték fel. Ez az állat a pliocén kor idején élt, ezelőtt 5,332-2,588 millió évvel; ott ahol ma Dél-Ázsia van.
A következő országokban találták meg e nembéli állatok maradványait; az országok melletti számok a maradványok számát mutatják: India-pliocén (1) és Pakisztán-miocén (1).